# Christian Futterknecht
Christian Futterknecht (* 28. Juli 1945 in Gmunden; † 3. März 2022) war ein österreichischer Schauspieler.

## Leben
Nach dem Besuch des Max Reinhardt Seminars wurde er Schauspieler des Theaters in der Josefstadt in Wien.
2003 wurde Christian Futterknecht der Ferdinand-Raimund-Ring verliehen.
Futterknecht war ab 1969 mit der Schauspielerin Sylvia Eisenberger verheiratet. Er starb am 3. März 2022.

## Filmografie (Auswahl)
- 1967: Oberinspektor Marek (Fernsehserie, Folge Mädchenmord)
- 1984: Weltuntergang (Fernsehfilm)
- 1998: Fever
- 2003: Medicopter 117 (Fernsehserie, Folge Vier Elemente)
- 2006: Feine Dame (Fernsehfilm)
- 2007: Muttis Liebling (Fernsehfilm)